# Vitiosum est ubique quod nimium est
 Vitiosum est ubique quod nimium est  лат. (изговор:вициозум ест убикве квод нимиум ест). Порочно је свуда оно што је прекомјерно! (Сенека)

## Поријекло изреке
Изрекао у смјени старе у нову еру  Римски књижевник, главни представник модерног, „новог стила“ у вријеме Неронове владавине.

## Значење
У свему је мјера. Све прекомјерно постаје порок. (јело, алкохол,национални осјећај,говорљивост, игре на срећу...)